# Мечеть имама Али (Шеки)
Мечеть имама Али (азерб. İmam Əli məscidi) — историко-архитектурная мечеть. Находится в городе Шеки, Азербайджан.

## О мечети
Мечеть была построена в Шеки, в квартале Гянджали. Точных сведений о дате постройки мечети не сохранились. Общая площадь территории мечети составляет 660 м². В плане мечеть имеет четырёхугольную форму и состоит из 2 этажей. На первом этаже находятся вспомогательные комнаты. На втором этаже располагается зал для молитв, площадь которого составляет 26х13 метров.
Мечеть была построена из жжёного кирпича. Толщина стен составляет 75 см. Мечеть имама Али сохранила свой первозданный облик. Однако после установления советской власти в Азербайджане, в годы репрессий минарет мечети имама Али был разрушен и мечеть перестала функционировать. В 1994 году деятельность мечети была возобновлена Культурным Центром Иранской Исламской Республики в Баку. И лишь в 1997 году минарет и алтарь мечети были построены заново. Высота нынешнего минарета 22 метра. Он так же сделан из жжёного кирпича.

## Галерея

Мечеть имама Али
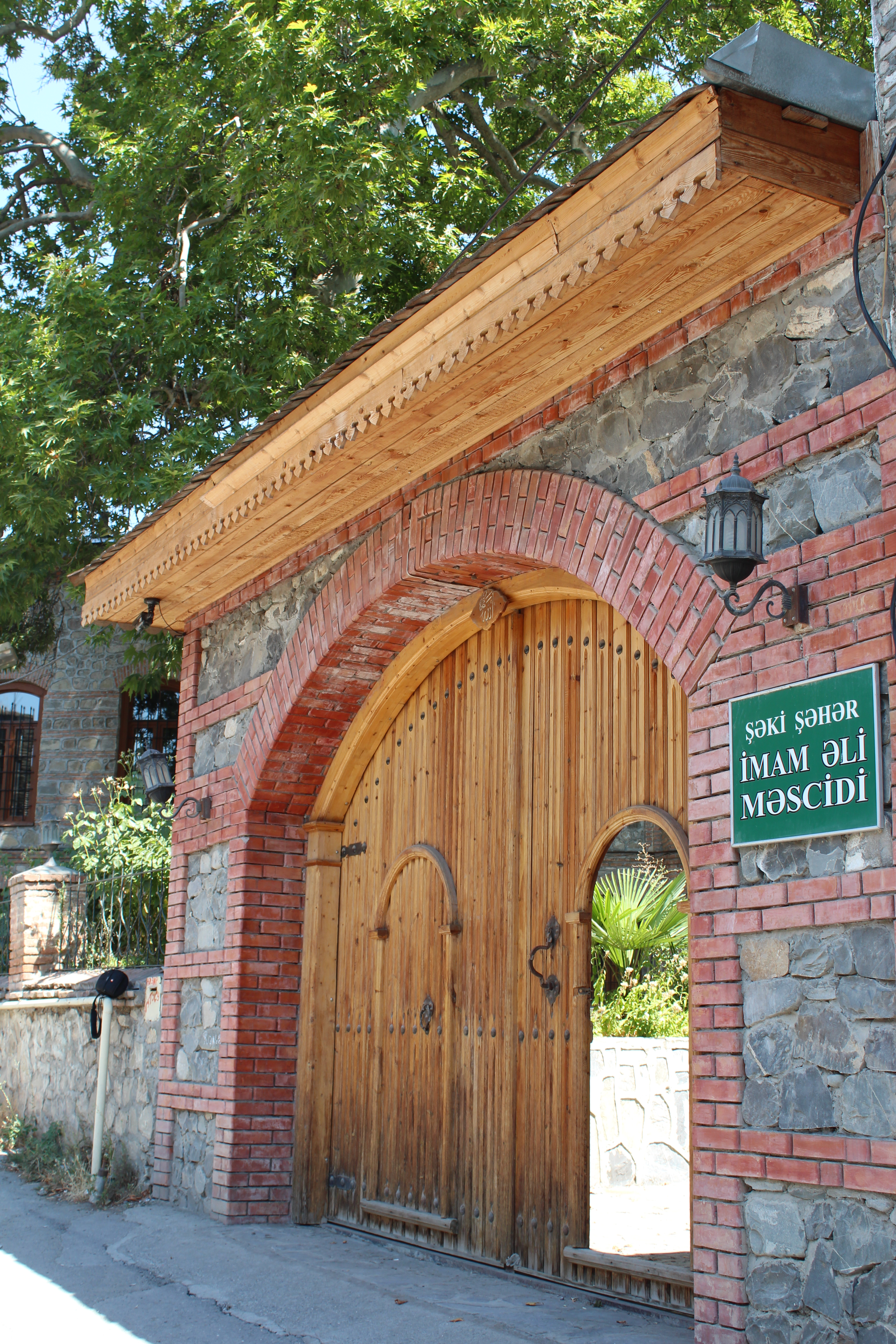
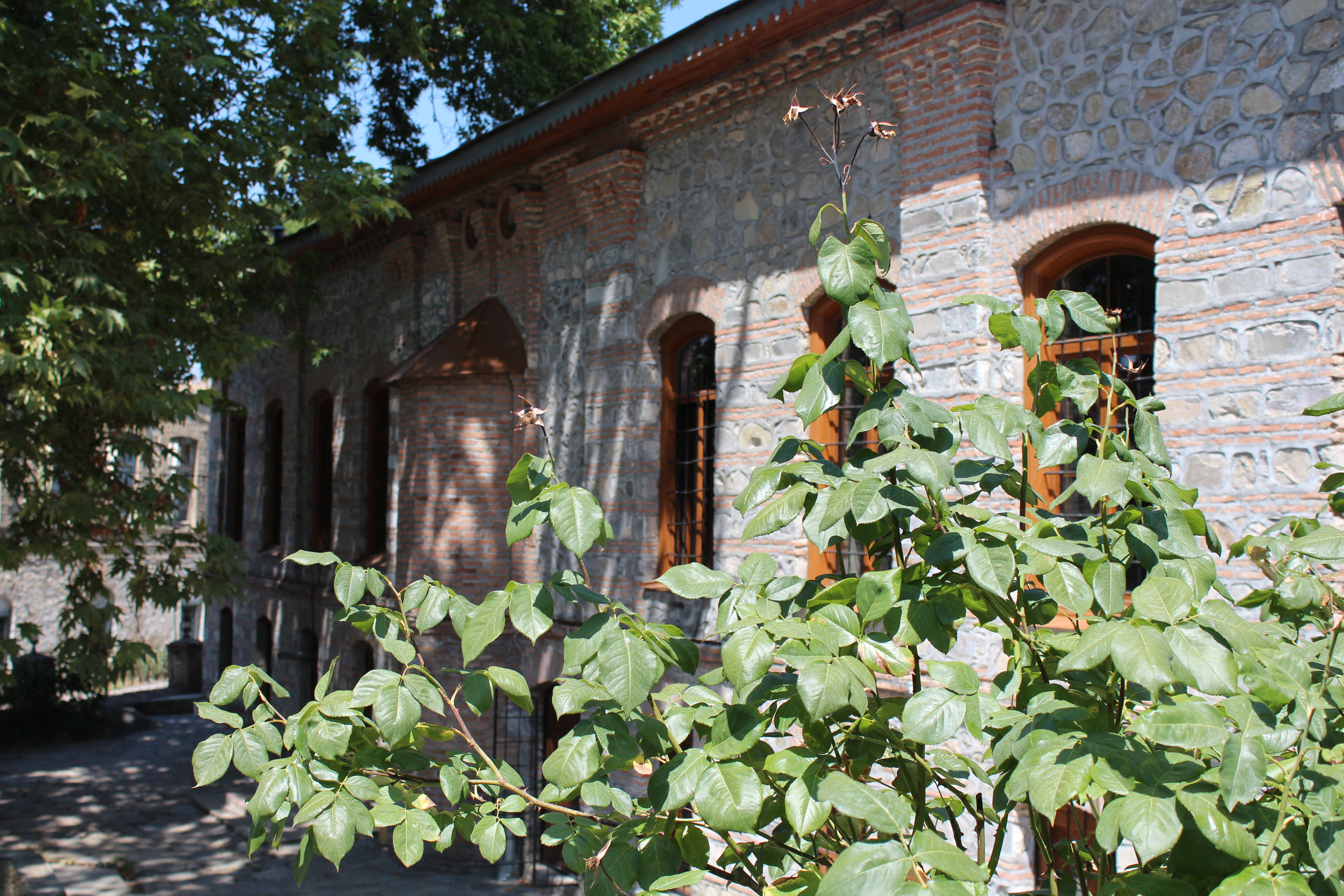
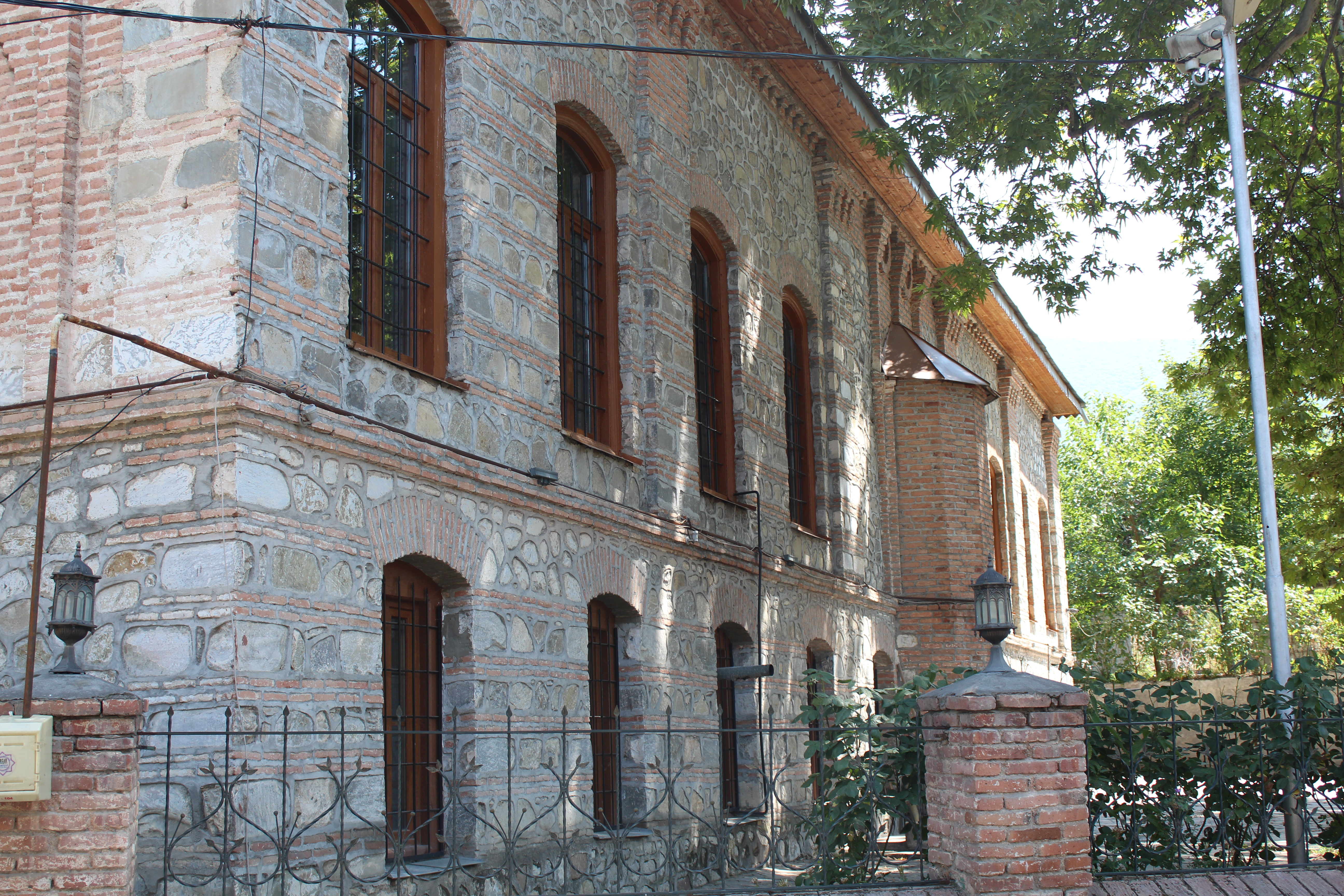